# New Hampton (New Hampshire)
New Hampton ist der Name einer Town im Belknap County des US-Bundesstaates New Hampshire in Neuengland.
Laut dem US-Census von 2020 lebten in New Hampton 2.377 Einwohner in 1175 Haushalten.

## Geographie
New Hampton liegt im Westen der Lakes Region von New Hampshire. Die Fläche von 99,4 km² verteilt sich in etwa auf 4,1 km² Wasser- und 95,3 km² Landfläche.

### Gemeindegliederung
Einzelorte in New Hampton sind Winona, New Hampton Village Precinct und Old Institution. Ein Teil des Gebietes einschließlich des Kernortes wird vom United States Census Bureau als New Hampton CDP statistisch eigenständig erfasst.

### Lage
New Hampton liegt südlich der White Mountains am Pemigewasset River auf 183 Metern Höhe. Das Gemeindegebiet erstreckt sich in länglicher Form in südwestlich-nordöstlicher Ausrichtung. Im Norden liegt Ashland, im Nordosten Center Harbor, südöstlich Meredith und Sanbornton. Im Südwesten auf der anderen Seite des Pemigewasset liegen Hill, nördlich davon Bristol und im Nordwesten Bridgewater.

### Gewässer
Der Pemigewasset River bildet im Nordwesten und Westen den größten Teil der Gemeindegrenze und wird hier von zwei Dämmen gestaut, dem Ayers Island Dam oberhalb des Ortes Bristol und dem Franklin Falls Dam in Franklin unterhalb von Hill. In den Pemigewasset münden mehrere Bäche und kleinere Flüsse, unter anderem Harper, Bagoon und Blake Brooks. Über ersteren entwässert der Pemigewasset Lake, der auf der Grenze zu Meredith liegt. Daneben hat New Hampton Anteil am Winona Lake an der Grenze zu Center Harbor und dem Lake Waukewan, ebenfalls zum Teil in Meredith.

### Berge
Das Land in New Hampton ist hügelig, nicht gebirgig. Der höchste Einzelgipfel ist der Beech Hill im Osten bei Winona mit einer Höhe von 437 Metern, die größte Höhe mit etwa 560 Metern liegt am Nordhang des in Sanbornton liegenden Hersey Mountain.

## Geschichte
Die Gründung New Hamptons als selbstverwaltete Gemeinde im damaligen Strafford County datiert auf den 27. November 1777. Zuvor war es unter dem Namen Moultonborough Addition Teil desselben gewesen, nachdem dessen Gründer Jonathan Moulton 1765 oder 1763 um die Siedlungskonzession für dieses Gebiet ersucht hatte. Der Sage zufolge mästete Moulton einen Stier oder Ochsen, den er nach Portsmouth trieb und dem Gouverneur zum Geschenk machte. Er lehnte jede Gegenleistung ab, bat jedoch um den Gefallen, ihm zu Moultonborough dazu ein an dieses angrenzendes, kleines (19.422 acre, etwa 868 Hektar) Gebiet hinzu zu geben, das bei der Landvermessung übriggeblieben war. Zu New Hampton gehörte bis 1797 das Gebiet des späteren Center Harbour.
Die eigentliche Besiedlung begann 1775 mit der Ankunft des ersten Siedlers. Das Land war uneben, aber der Boden galt als bemerkenswert fruchtbar und geeignet für Heugewinnung und Getreideanbau. Der erste landesweite Census aus dem Jahr 1790 führt für das damalige New Hampton 652 Einwohner auf. Bis 1817 war eine Mautbrücke in das damalige Bridgewater erbaut worden, und in New Hampton standen unter anderem je zwei Schulen, Destillerien und Versammlungshäuser. Von denen gehörte eines der 1782 begründeten Baptistengemeinde, das andere den Kongregationalisten, die sich 1800 zur Gemeinde formiert hatten. Die Baptisten Freien Willens gehörten der Gemeinde in Meredith an. Bis zur Mitte des Jahrhunderts hatte sich die Gemeinde der Kongregationalisten aufgelöst, und von den nunmehr drei Kirchen war eine baptistisch, die anderen gehörten den Baptisten Freien Willens. Diese hatten auch die Einrichtungen des ehemaligen, ebenfalls baptistischen Seminars für Frauen und theologischen Seminars übernommen, das nach Vermont umgezogen war und unterhielten dort die New Hampton Literary and Biblical Institution. Diese Schule war 1821 als The Academical and Theological Institution in New Hampton" gegründet worden und später in die Hände der Baptisten übergegangen. lag im damaligen Smith's Village, einem von zwei Siedlungskernen in New Hampton. Der andere war Centre Village südlich davon, wo sich die Mount Ascension Academy befand. Daneben gab es vier verschiedene, eingetragene literarische Gesellschaften mit Bibliotheksbeständen von bis zu etwa 1000 Bänden. Aus den zwei Schulen waren 15 Schulbezirke geworden, es gab vier Sägemühlen und einen Hersteller von Fenstern, und New Hampton verfügte über ein eigenes Postamt. Die ehemalige Mautbrücke nach Bridgewater war nunmehr frei und führte ins 1819 gegründete Bristol. Zwischendurch, 1842, war New Hampton die einzige Gemeinde in Belknap County, in der keine Alkoholika verkauft wurden.
1850 erreichte die Eisenbahn New Hampton, als die Bahnstrecke Concord–Wells River  bis Plymouth fertiggestellt wurde. Die Strecke verlief entlang der östlichen Grenze von New Hampton, der Bahnhof in der Nachbargemeinde Holderness, im späteren Ashland gelegen, war etwa fünf Meilen entfernt. In Winona an der Grenze zu Meredith gab es später einen Bahnhof. Die schnellste Möglichkeit, von New Hampton aus die Eisenbahn zu erreichen, war jedoch der bereits seit 1847 angefahrene Bahnhof in Bristol, gleich unterhalb der Brücke über den Pemigewasset gelegen.
1874 war Smith Village als New Hampton bekannt. Der Ort bestand aus 70 bis 80 Gebäuden und hatte neben der Akademie zwei Kirchen und fünf oder sechs Läden unterschiedlicher Art. Daneben gab es in New Hampton ein Hotel sowie Schmiede, Radmacher, Schneider und andere Gewerke. Die Einwohner waren zumeist in der Landwirtschaft tätig. Daneben wurde Holz gefällt. Von den Schulen waren noch 13 vorhanden, der Unterricht dauerte im Schnitt 15 Wochen pro Jahr. Neben der Akademie waren drei literarische Gesellschaften geblieben, deren Bestände auf 2000 bis 3500 Bände angewachsen waren.
Der Personenverkehr auf der Bahnstrecke nach Bristol wurde 1926 weitestgehend durch Busse ersetzt, nur ein gemischter Zug pro Tag verblieb, bis der Verkehr auf der Strecke, die im Tal des Pemigewasset Rivers verlief, 1936 nach Flutschäden ganz eingestellt und die Strecke 1937 aufgegeben wurde. Der Personenverkehr auf der Strecke durch Ashland wurde 1959 eingestellt, der Güterverkehr jedoch bis 1973 fortgeführt. Danach kam die Strecke nacheinander in den Besitz verschiedener Gesellschaften und wurde zuletzt vom Staat aufgekauft.

### Bevölkerungsentwicklung
| Jahr      | 1767 | 1773 | 1775 | 1783 | 1786 | 1790 | 1800 | 1810 | 1820 | 1830 |
| --------- | ---- | ---- | ---- | ---- | ---- | ---- | ---- | ---- | ---- | ---- |
| Einwohner |      |      |      |      |      | 652  | 1095 | 1293 | 1500 | 1905 |
| Jahr      | 1840 | 1850 | 1860 | 1870 | 1880 | 1890 | 1900 | 1910 | 1920 | 1930 |
| Einwohner | 1809 | 1612 | 1596 | 1257 | 1059 | 935  | 852  | 821  | 708  | 692  |
| Jahr      | 1940 | 1950 | 1960 | 1970 | 1980 | 1990 | 2000 | 2010 | 2020 | 2030 |
| Einwohner | 791  | 723  | 862  | 946  | 1249 | 1609 | 1964 | 2165 | 2377 |      |

## Wirtschaft und Infrastruktur
Das Pro-Kopf-Einkommen betrug 32.844 Dollar, das Medianeinkommen für Männer 55.809 Dollar, für Frauen 53.564 Dollar, wobei 8,8 Prozent der Ortsansässigen von einem Einkommen unterhalb der Armutsgrenze lebten. Die Arbeitslosenquote betrug 2,2 % im Jahr 2019, größter Arbeitgeber war die New Hampton School, Nachfolgeinstitution der Schule von 1821, mit 174 angegebenen Beschäftigten, gefolgt von einer Heimpflegefirma mit 51 und einem Campingplatz mit 23 Beschäftigten (Angaben der Gemeinde von 2019, Stand 2021).

### Gemeindeeinrichtungen
Die Feuerwehr in New Hampton ist städtisch organisiert, die Polizei in Vollzeit, der medizinische Notdienst in Teilzeit tätig. Das nächstgelegene Krankenhaus ist das Speare Memorial Hospital in Plymouth, etwa 21 Kilometer entfernt, zum größeren Lakes Region General Hospital in Laconia ist es mit 24 Kilometern ein wenig weiter. Die Schule bedient die Jahrgangsstufen vom Kindergarten bis zur 5. Klasse. Weiterführender Schulunterricht erfolgt über die Schulen der Newfound Area, zu der neben New Hampton Alexandria, Bridgewater, Bristol, Danbury, Groton und Hebron gehören. Wasserver- und Abwasserentsorgung erfolgt durch den New Hampton Village Precinct oder privat mittels Brunnen und Abwassertanks. Recycling ist freiwillig, eine Müllabfuhr durch die Gemeinde nicht vorhanden. Die Gordon-Nash Library ist privat, steht aber der Öffentlichkeit zur Verfügung und wurde im 19. Jahrhundert von privat gestiftet.

### Verkehr
Durch das Gebiet von New Hampton verlaufen die I-93, sowie die New Hampshire Routes NH-104 und NH-132.  Der Newfound Valley Airport im Nachbarort Bristol hat eine asphaltierte Piste, ist jedoch nur für kleine Maschinen geeignet, der Laconia Municipal Airport in Gilford kann auch von größeren Maschinen angeflogen werden. Der nächstgelegene Flughafen ist der Manchester-Boston Regional Airport  in Manchester. Die Bahnstrecke befindet sich im Besitz des Staates. Es verkehren Touristenzüge.

## Personen
- Adoniram Judson Gordon (1836–1895), Baptistenpastor, Autor und Komponist
- Orren C. Moore (1839–1893), hier geboren, Politiker, Vertreter New Hampshires im Repräsentantenhaus der Vereinigten Staaten
- Ernest Thompson (geboren 1949), ansässig, Oscar-Preisträger[11]

## Sehenswürdigkeiten
Mehrere Gebäude in New Hampton stehen im National Register of Historic Places, darunter die Bibliothek und das Stadthaus.
- Gordon-Nash-Library, 1895[12]
- Town House, 1799, Versammlungshaus von New Hampton[13]
- Community Church, 1854[14]
- Dana Meeting House, 1800–1802[15]
- Washington Mooney House, 1800[16]